# Physische Geographie Südamerikas

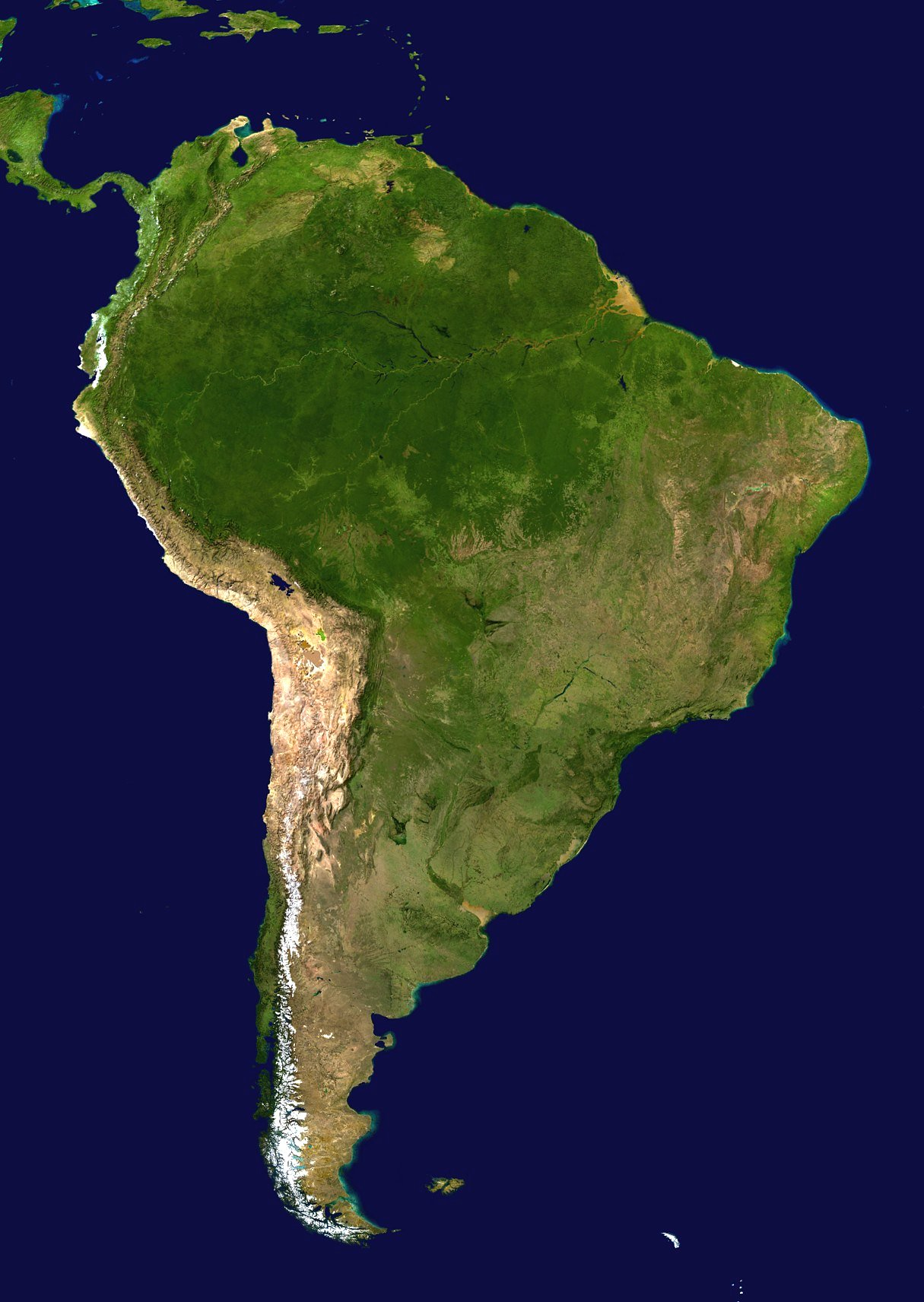
Satellitenbild von Südamerika

Südamerika ist der viertgrößte der sieben Kontinente. Es ist im Norden mit der zentralamerikanischen Landbrücke verbunden. Im Osten liegt es 2900 km von Afrika entfernt, während die Westküste insgesamt zwischen 7600 km (Patagonien) und 11.000 km (NW-Kolumbien) von Neuseeland entfernt liegt. Im Süden liegt es etwa 900 km von der Antarktis entfernt, mit der es durch ein weit nach Osten ausgreifendes Inselbogen-System verbunden ist.

## Größe und Relief

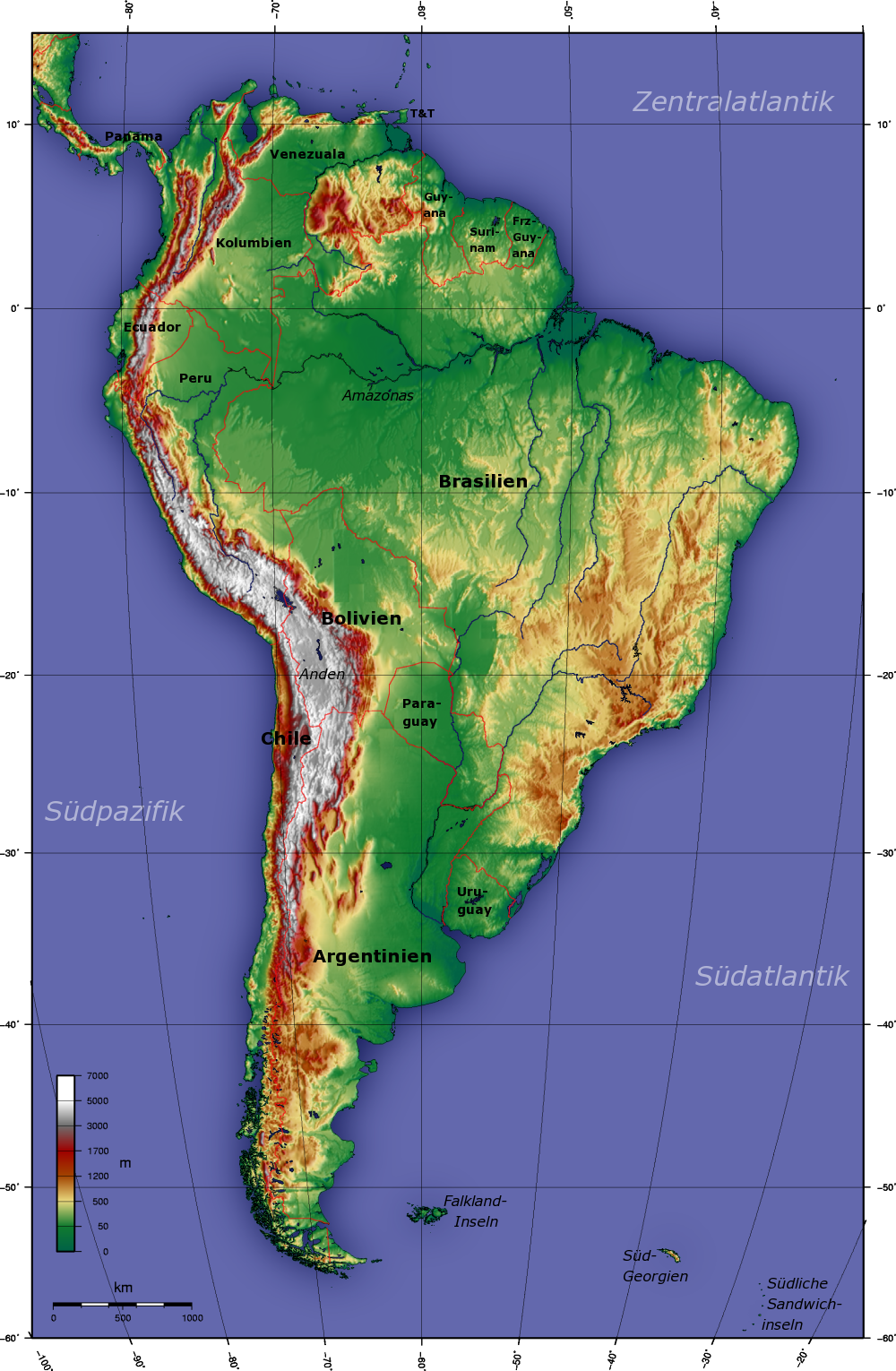
Topographie

Südamerika erstreckt sich über eine Größe von 17,8 Millionen km² und nimmt damit 12 % der Erdoberfläche ein. Seine geologische Grenze zu Zentralamerika bildet der kolumbianische Fluss Río Atrato. Der nördlichste Punkt liegt auf der kolumbianischen Halbinsel „La Guajira“ knapp unterhalb des 12°30'N in der Nähe der kleinen Gemeinde Áirrainmaru. Im Süden reicht der Subkontinent bis nach Feuerland, dessen südlichster Punkt (knapp nördlich von 56°S) das zu Chile gehörende unbewohnte Eiland Hornos (Kap Hoorn) markiert. Die Entfernung zwischen diesen beiden Punkten beträgt über 7600 km. Seine westlichste Ausdehnung erreicht der südamerikanische Kontinent im Kap Pariñas (81°20'W), nahe der peruanischen Stadt Talara. Das östliche Pendant hierzu bildet das brasilianische Kap Ponta do Seixas nahe der Stadt João Pessoa (ca. 34°45'W). Die Ost-West-Ausdehnung zwischen diesen beiden Punkten beträgt über 5100 km.
Eine geologisch-morphologisch Einteilung Südamerikas ergibt drei Großräume:
- Die Anden als Hochgebirge an der Westseite des Kontinents (bis zu 7000 m hoch)
- Die Flusstiefländer im Zentrum und Süden des Kontinents (bis zu 500 m hoch)
- Das Bergland als Mittelgebirge auf der atlantischen Seite (bis zu 3000 m hoch)

Die Anden gliedern sich im Norden in drei Gebirgsketten: die West-, Zentral- und Ostkordillere, die jeweils in Nord-Süd-Richtung durch die Flüsse Río Atrato, Río Cauca und Río Magdalena abgegrenzt werden. In der kolumbianischen Sierra Nevada de Santa Marta, dem nördlichsten Ausläufer der Zentralkordillere, erreicht der nur 45 km von der Küste entfernt liegende Pico Cristóbal Colón bereits eine Höhe von 5776 m.
Weiter im Süden geht die Dreiteilung der Anden in eine Zweiteilung über. In Ecuador wird der zentrale Teil als Sierra, der westliche als Costa und der östliche als Oriente bezeichnet. Dazwischen erstreckt sich eine Hochfläche, auf der auch die Hauptstadt Quito liegt. In Peru beginnt danach der Bereich der Zentralanden, in welchem die Ost-West-Ausdehnung der Anden nach Süden hin zunimmt und diese durch mehrere Längstalfurchen gegliedert werden. In der peruanischen Cordillera Blanca wird auf der Spitze des Huascarán (6776 m) einer der höchsten Punkte Amerikas erreicht. Nach Süden hin schlagen die Anden einen Bogen und erreichen in Bolivien ihre größte Ost-West-Ausdehnung (800 km). Dieser Bereich ist durch ein weit ausgebildetes Hochbecken (Altiplano) charakterisiert, welches sich vom Süden Perus über Bolivien bis nach Chile und Argentinien zieht. Hier findet man zahlreiche N-S verlaufende Depressionen mit großen Salaren. Am Westhang der Anden befindet sich dort im Weiteren eine der trockensten Regionen der Welt: Die Atacama-Wüste. Im Norden Chiles bildet sich schließlich wieder eine klar erkennbare Zweiteilung der Anden heraus (Küstenkordillere und Zentralkordillere) mit einer Längsdepression. Diese Zweiteilung ist bis zum südlichen Ende des Kontinents erkennbar. Zwischen den beiden Städten Santiago de Chile und Mendoza befindet sich der höchste Berg Amerikas, der Aconcagua (6961 m).
Nach Süden hin verlieren die Anden schnell an Höhe und erreichen südlich des 50°S nur noch selten Höhen über 2000 m. Südlich von Feuerland tauchen die Anden schließlich ins Meer ab. Den südlichsten Punkt Chiles bilden die Diego-Ramírez-Inseln etwa 100 km südlich von Kap Hoorn.
Das Tiefland Südamerikas lässt sich morphologisch scharf von dem Hochgebirge der Anden abgrenzen. Seine durchschnittliche Höhe beträgt 200 m und nur in wenigen Ausnahmen (Sierra de la Macarena/Kolumbien oder Sierras de Córdoba/Argentinien) wird das Tiefland noch von Gebirgszügen mit Höhen über 2000 m überragt. Das Tiefland lässt sich durch seine weit verzweigten Flusssysteme gliedern. Im Norden verläuft der Río Orinoco (2500 km Länge), dessen Einzugsgebiet eine Fläche von ca. 1.000.000 km² umfasst. Daran nach Süden anschließend befindet sich das 7.000.000 km² große Einzugsgebiet des 6500 km langen Amazonas.
Etwa unterhalb des 15°S befinden sich schließlich die Flusssysteme des Río Paraná und des Río Paraguay mit einer Länge von 4700 km und einem Einflussgebiet von 3.700.000 km². Diese beiden Flüsse durchströmen die La-Plata-Länder Paraguay, Uruguay und Argentinien. Im Ästuar des Río Paraná und Río Paraguay vereinigen sich beide Flüsse zum Río de la Plata.
Ungefähr zwischen 20°S und 30°S befindet sich die Tiefebene Gran Chaco (Höhen zwischen 100 und 300 m) an welcher die Länder Paraguay, Bolivien und Argentinien Anteil haben. Der Gran Chaco geht nach Süden hin in das Patagonische Tiefland über, welches von E-W verlaufenden Flüssen durchschnitten wird. Obwohl der Gran Chaco ebenfalls eine markante Tiefebene darstellt, wird er in der Fachliteratur als subandines Molassebecken bezeichnet und damit bereits zum andinen System gezählt.
Das Bergland (auch Brasilianisches Bergland) der südamerikanischen Ostküste ist aufgrund einer fehlenden jüngeren Gebirgsbildung stark eingerumpft und weniger ausgeprägt als die Anden auf der Westseite. Zudem ist es in mehrere voneinander abgetrennte Schollen zerbrochen.
Im Norden (Venezuela, Guyana und kleine Teile Brasiliens) zählt dazu das über 2500 m hohe Tafelbergland Gran Sabana (auch „Bergland von Guyana“ genannt). Hier befindet sich der höchste außerhalb der Anden gelegene Berg Südamerikas, der Pico da Neblina mit einer Höhe von 3014 m. Dieses ist von der Amazonassenke vom weiter südlich befindenden „Brasilianischen Bergland“ getrennt. Hier findet man eine Vielzahl von Gebirgsformen, welche Teile Brasiliens und Uruguays charakterisieren. Südlich des Río de la Plata findet man lediglich noch die Grundgebirgsreste der Sierra de Buenos Aires, bestehend aus der Sierra de la Ventana mit dem Cerro Tres Picos (1239 m) als höchste Erhebung und den Sierras del Tandil.

## Geologie und Geomorphologie

### Südamerika als Teil des Gondwana-Kontinents
Südamerika war bis in die Kreidezeit Teil des alten Gondwana-Kontinents. Dies bedeutete, dass die Ostküste des heutigen südamerikanischen Kontinents von der Höhe der brasilianischen Städte Fortaleza-Recife bis mindestens zur Mündung des Río de la Plata mit der afrikanischen Westküste (Nigeria/Kamerun–Südafrika) verbunden war. Der Bereich der heutigen Kontinentalränder muss schon vor der Kreidezeit eine tektonische Schwächezone gewesen sein, die im Übergang von unterem Jura zur oberen Kreide von Süden nach Norden aufzubrechen begann.
Die Entstehung des Südatlantiks ging mit einem starken Vulkanismus einher, dessen Flutbasalte gleichermaßen in Südwestafrika (Etendeka-Vulkanite) und im südöstlichen Südamerika (Paraná-Basalte) zu finden sind. Die Paraná-Basalte bedecken im Bereich der Länder Südbrasilien, Uruguay, Paraguay und Nordost-Argentinien eine Fläche von über 1.200.000 km². Damit handelt es sich um eines der größten Lavaplateaus der Welt. Eine der berühmtesten Erscheinungsformen dieser kretazischen Deckenbasalte sind die Wasserfälle von Iguazú an der Grenze zwischen Brasilien und Argentinien. Hier stürzen gewaltige Wassermassen über die Basaltränder der Formation Serra Geral.
Der frühkretazische Paraná-Vulkanismus lässt sich in zwei Phasen einteilen:
- Basalte: ca. 140 – 135 mya
- Intermediäre Vulkanite und Rhyolithe: ca. 135 – 130 mya

Dazwischen gab es immer wieder Ruhephasen, was man an zwischengelagerten Sandsteinschichten ablesen kann. Insgesamt erreichen die Paraná-Basalte eine maximale Mächtigkeit von bis zu 1.800 m bei einer mittleren Dicke von 50 m pro Schicht.
Der zunehmend saure Vulkanismus erklärt sich durch intra- und perikratonische Prozesse, welche zu einem Aufschmelzen des umliegenden Krustengesteins führten (dieser Prozess wird in der Geologie auch als Anatexis bezeichnet).
Die endgültige Trennung und damit auch das endgültige Ende des Urkontinents „Pangaea“ erfolgte ungefähr vor 100 Millionen Jahren in der mittleren Kreidezeit.
In Verbindung mit dem weiteren Aufreißen des Südatlantiks, welches wahrscheinlich Folge eines „Hot Spots“ oder eines thermischen Diapirs war, kam es in der Zeit zwischen 90 und 60 mya erneut zu einem basischen und effusiven Vulkanismus am Nordostrand des Paraná-Beckens. Dieser Vulkanismus produzierte aber keine Flutbasalte mehr, sondern lediglich intrusive und extrusive kegelförmige Gesteinskörper. Das in Zusammenhang mit diesen Prozessen entstandene Niob-Vorkommen in Araxá in Minas Gerais ist sogar weltwirtschaftlich von Bedeutung. Die nun passiven Kontinentalränder Südamerikas und Afrikas erfuhren in den folgenden Jahren starke Absenkungen und partielle Grabenbildung.

### Der außerandine Raum

#### Die präkambrischen Schilde und Kratone
In Südamerika findet man zwei größere und eine kleinere präkambrische Einheiten (Schilde und Kratone). Zu den beiden größeren zählt im Norden der Guyana-Kraton (siehe auch Kapitel „Größe und Relief“), der ungefähr 1,8 Milliarden Jahre alt ist und die Kratone in Brasilien, die erst zirka 600 Millionen Jahre alt sind. Einen kleineren Kraton findet man in Uruguay (Rio de la Plata-Kraton), deren älteste Serien 2,1 Milliarden Jahre alt sind.
Generell ist zu sagen, dass die Kenntnisse des südamerikanischen Präkambriums gegenüber anderen Schilden und Kratonen auf der Erde noch immer sehr dünn sind. Gründe dafür sind die teilweise schwere Zugänglichkeit und die stattfindende tiefgründige Verwitterung.

##### Der Guyana-Kraton

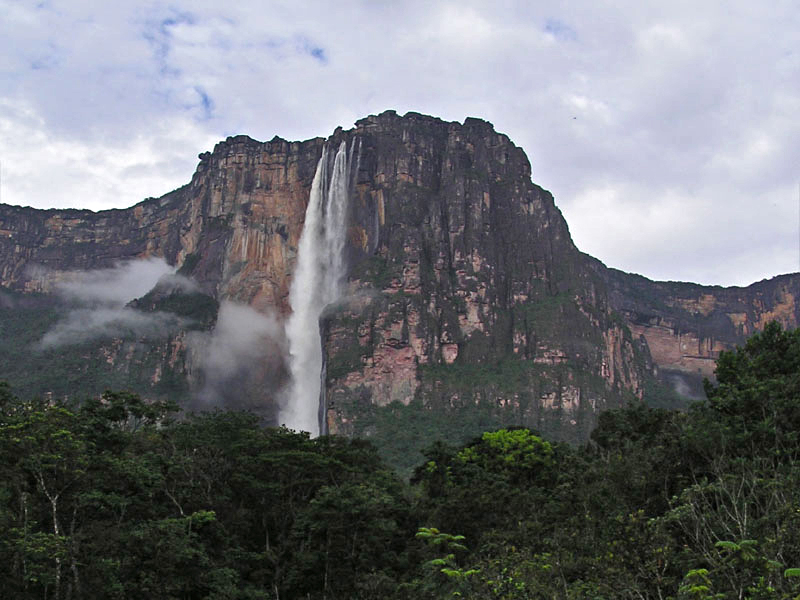
Salto Angel

Der Guyana-Kraton ist der größte geschlossene alte Kern des südamerikanischen Kontinents. Er erstreckt sich zwischen 9°N und dem Äquator über die Staaten Kolumbien, Venezuela, Surinam, Guyana, Französisch-Guyana und Brasilien auf eine Fläche von 4,5 Millionen km².
Die letzte Orogenese fand im oberen Paläoproterozoikum vor etwa 1,9 Milliarden Jahren statt. Alle späteren tektonischen Prozesse haben diese Region nicht mehr beeinflusst. In der besagten Orogenese wurde auch die aktuelle Streichrichtung in W-O-Richtung (von Venezuela in Richtung Französisch-Guyana) erzeugt, aufgrund derer sich der Guyana-Kraton deutlich von den brasilianischen Kratonen unterscheidet, die in N-S-Richtung streichen.
Die Entstehung des Guyana-Kratons wird durch vier archaische Ereignisse beeinflusst (nach lokalen Orten benannt):
- Guriense: 3,4 - 2,7 Mrd. a
- Prä-Transamazonico: 2,4 - 2,1 Mrd. a
- Transamazonico: 2,1 - 1,7 Mrd. a
- Paraguazense: 1,7 - 1,4 Mrd. a

Den ältesten Teil dieses archaischen Sockels findet man in einem schmalen WSW-ONO-Band am Rand des Orinocos. Hier findet man hochmetamorphe Gneise, Gneis-Granite, Granulite oder Amphibolite. Einige dieser alten Gesteine sind sehr eisenreich, was die Tatsache erklärt, dass über den ältesten Granulit-Gneisen hier in Form von Itabiritserien die größten Metallkonzentrationen Südamerikas vorkommen.
Während des Prä-Transamazonico kam es durch Regionalmetamorphose zu der Bildung von Grünsteingürteln, die typisch für Kratone sind.

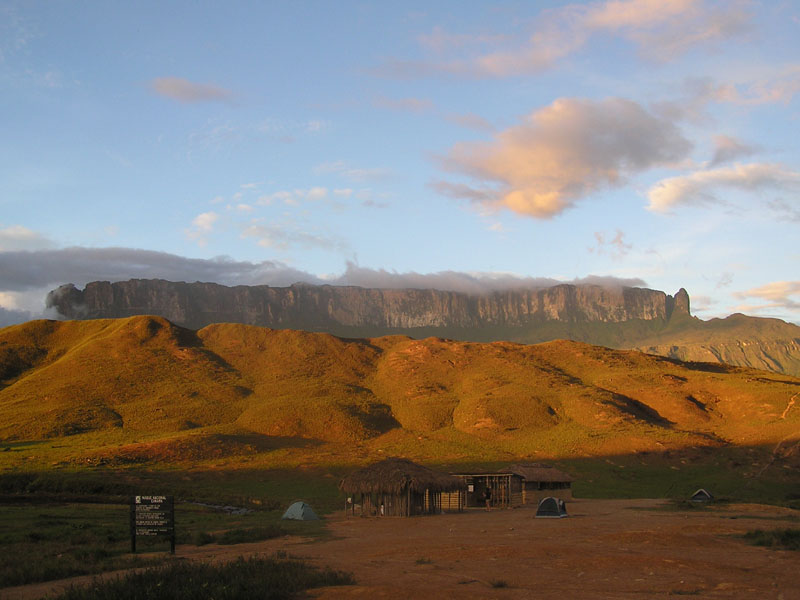
Der im Drei-Länder-Eck zwischen Brasilien, Venezuela und Guyana gelegene Cerro Roraima ist eine der höchsten Erhebungen des Guayana-Kratons

Die Grünsteingürtel wurden allerdings während des Transamazonico-Ereignisses, einer magmatischen Phase, immer wieder von sauren (siliziumreichen) Vulkaniten durchbrochen. Dazu kamen noch zahlreiche granitische Intrusionen aus der Zeit zwischen 2,1 und 1,9 Milliarden Jahren. Daraufhin zerbrach der im Guriense entstandene Imataca-Pastora-Block und zerfiel in einzelne Becken.
In diesen Becken wurden zwischen 1,7 und 1,6 Mrd. a die molasseartigen, terrestrischen Roraima-Schichten gebildet. Sie erstrecken sich über eine Fläche von 1.200.000 km² und sind bis heute tektonisch kaum gestört und nicht metamorph. Mehrere Sedimentpakete (v. a. Sandstein) bilden heute im Gelände mächtige Hochplateaus. Der auf der Grenze zwischen Venezuela, Guyana und Brasilien gelegene Cerro Roraima (2772 m) gehört mit dem Pico da Neblina (3014 m) zu den höchsten Erhebungen im Guyana-Kraton. Die ungestörte Sedimentation der Roraima-Schicht ist ein guter Beleg dafür, dass hier die präkambrische Verformungsgeschichte bereits abgeschlossen war.
Das Paraguazense-Ereignis wird durch nicht mit Gebirgsbildungen verbundene (anorogene) Granitintrusionen vor allem in der Zeit zwischen 1,6 und 1,3 Milliarden Jahren markiert. Diese formten teilweise große Batholithe, die sich vor allem im Westen, im Grenzgebiet zu Kolumbien, bemerkbar machen.

##### Brasilianischer Schild
Wenn von dem Brasilianischen Schild die Rede ist, dann muss man genauer sagen, dass das brasilianische Archaikum von mehreren Kernen geprägt ist. Diese alten Kerne wurden im Proterozoikum (2,6 - 0,57 Mrd. a) mit mehreren Faltenzügen verschweißt, so dass man hier im Gegenteil zum Guyana-Kraton keine Gesteine mit einem Alter von über 3 Mrd. Jahren findet. Das wichtigste Ereignis für dieses Schild war die erwähnte Transamazonic-Orogenese, innerhalb derer vor ca. 1,9 Mrd. Jahren alle älteren Schichten deformiert wurden. Die mittel- bis jungproterozoischen Faltengürtel, welche die einzelnen Kerne trennen wurden in der Zeit zwischen 1,5 und 0,5 Mrd. Jahren gebildet. Eine endgültige Stabilisierung des Brasilianischen Schildes erfolgte daher erst zu Beginn des Paläozoikums.

##### Río de la Plata Kraton
Dieser kleine Schild liegt im Süden Uruguays und trennt sich in zwei Blöcke. Der ältere von beiden stammt aus der Zeit zwischen 2,2 und 1,9 Milliarden Jahren und ist weitgehend unter den Gondwana-Schichten der Serra Geral verborgen. Daher ist auch nur sehr wenig über ihn bekannt. Der jüngere von beiden besteht aus einer älteren (900 Mio. Jahre) Schicht aus basaltischer Lava und im Hangenden (600 Mio. Jahre) findet man Granite und Granodiorite. Der Abschluss des brasilianischen Zyklus bedeutet für Südamerika die endgültige Konsolidation der außerandinen Schilde.
Weitere präkambrische Kerne findet man noch in der „Sierra de Buenos Aires“ und in der „Sierra de Córdoba“.

#### Phanerozoische Sedimentbedeckung
Das Ende des Präkambriums in Südamerika ist durch die Entstehung weiträumiger Becken gekennzeichnet, die im Verlauf des Phanerozoikums mit Sedimenten aufgefüllt wurden oder weiterhin aufgefüllt werden, und die seither faktisch keine Deformation mehr erfahren haben. Die Sedimente selbst sind größtenteils terrestrisch-fluviatil. Meeresvorstöße erfolgten immer nur kurzzeitig. Die Hauptphasen der Sedimentation verliefen meist im Devon und Karbon. Dabei lassen sich drei große Becken differenzieren:
- Amazonas-Becken (1.250.000 km²)
- Parnaiba-Maranhao-Becken (650.000 km²)
- Paraná-Becken (1.200.000 km²)

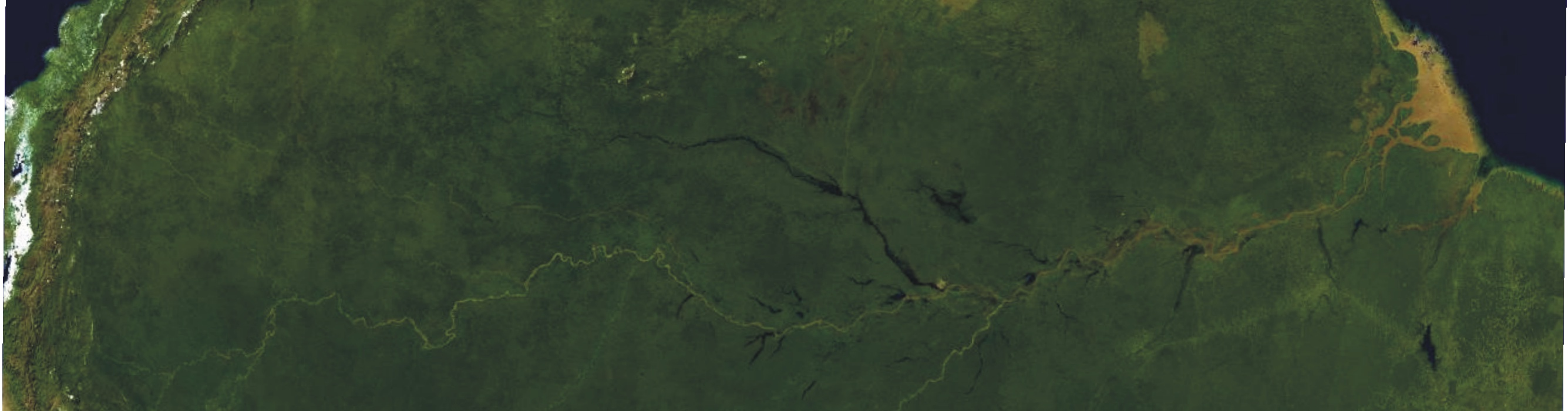
Überblick über den Hauptstrom des Amazonas, vom Satelliten aus gesehen

##### Amazonasbecken
Das Amazonasbecken ist 3500 km lang und 300 bis 1000 km breit. Es wird von West nach Ost durch den namengebenden Amazonas durchquert (siehe Größe und Relief). Das Amazonasbecken ist fast komplett mit Regenwald bedeckt und gliedert sich seinerseits wieder in drei Abschnitte:
- Das obere Amazonasbecken wird im Westen von den Anden begrenzt und im Osten durch den Zusammenfluss zwischen dem Rio Negro und dem Rio Solimoes bei Manaus. Dieses Gebiet kann lediglich im Oberkarbon zum paläozoischen Sedimentationsraum des Amazonas-Beckens gezählt werden.
- Das mittlere Amazonasbecken ist eine schmale W-O-Furche. Es endet im Osten beim Zufluss des Rio Xingu. Die Nebenflüsse des Amazonas charakterisieren sich in diesem Bereich durch Stromschnellen und Wasserfälle, was mit dem Ausstreichen der paläozoischen Serien im Norden und Süden des Beckens zusammenhängt.
- Das untere Amazonasbecken meint schließlich das Mündungsgebiet. Der schmale Bereich des Mittelabschnitts weitet sich hier trichterförmig in verschiedene Mündungsarme um die Insel Marajó auf.

Strukturell entspricht diese Einteilung auch den drei nachgewiesenen Schwellen im Amazonasbecken. Die Iquitos Schwelle verläuft östlich der peruanischen Stadt Iquitos, die Purús-Schwelle westlich von Manaus, wo sie das obere vom mittleren Becken trennt. Die Gurupá-Schwelle verläuft östlich des Rio Xingú und trennt das mittlere vom unteren Becken.
Das mittlere Amazonas-Becken weist zusätzlich eine Grabenstruktur auf, die man bis zum mittelatlantischen Rücken verlängern kann.
Die Ablagerungsgeschichte des Amazonasbeckens beginnt im Ordovizium und dauert bis heute an. Besonders mächtige Ablagerungen sind aus dem Karbon überliefert (Sandsteine, Tonsteine, Kalksteine, Evaporite). Über fast das gesamte Mesozoikum hinweg war die Sedimentation jedoch unterbrochen und Erosion herrschte vor. Erst in der Oberkreide finden sich kontinentale Serien im mittleren Amazonasbecken. Wieder bedeutender für die Aufschüttung des Amazonasbeckens sind die känozoischen Sedimente, vor allem in den Flussniederungen und im Mündungsdelta. Eine Besonderheit des Amazonasbeckens ist, dass dessen Sedimentfüllung im Westen des Beckens, nahe der Anden, zu einem gewissen Grade eine tektonische Deformation erfahren hat.
Besonders erwähnenswert ist zudem, dass des Amazonasbecken bis zum jüngeren Tertiär westlich von Iquitos in den Pazifik entwässerte. Dies wurde im Miozän durch eine Anhebung der Anden unterbunden.

##### Das Paranaiba-Maranhao-Becken
Das Paranaiba-Maranhao-Becken erstreckt sich annähernd kreisrunder Form im Nordosten Brasiliens. Sein Zentrum liegt im Staat Maranhão. Dort bildet es ein weiträumiges Tafelland aus, in das sich mehrere Flüsse eingeschnitten haben. Der wichtigste Fluss, der Rio Paranaíba bildet nicht wie beim Paraná-Becken oder beim Amazonas-Becken, die zentrale Achse. Dies hängt mit einer jungen Heraushebung des Ostrands zusammen, weshalb das hydrographische Netz in diesem Becken kein Zentrum hat.
Die Sedimentation dieses Beckens begann im Silur, als die fortlaufende Bildung der verschiedenen Schichten (Sandstein, Kohle, Kalkstein) einsetzte. Im Gegensatz zum Amazonasbecken ist die Sedimentationsgeschichte des Paranaiba-Maranhao-Beckens bereits seit der Kreidezeit beendet. Heute herrscht dort Abtragung vor.

##### Das Paraná-Becken
Das Paraná-Becken streicht von Nord nach Süd entlang des Ober- und Mittellaufes des Río Paraná. So liegt der größte Teil dieses Beckens in Brasilien, ein kleinerer Teil im Westen in Paraguay und im Süden in Uruguay und Argentinien. Einige Zuflüsse haben ihren Ursprung in den südbolivianischen Anden. Auch hier sind die ältesten Sedimente aus dem Silur und auch hier findet in den meisten Teilen des Beckens heute keine nennenswerte Sedimentation mehr statt. Charakteristisch für das Paraná-Becken ist die flächenhafte Überdeckung der Beckenfüllung mit Flutbasalten der kretazischen Serra-Geral-Formation (siehe Südamerika als Teil des Gondwana-Kontinents).

### Die Anden

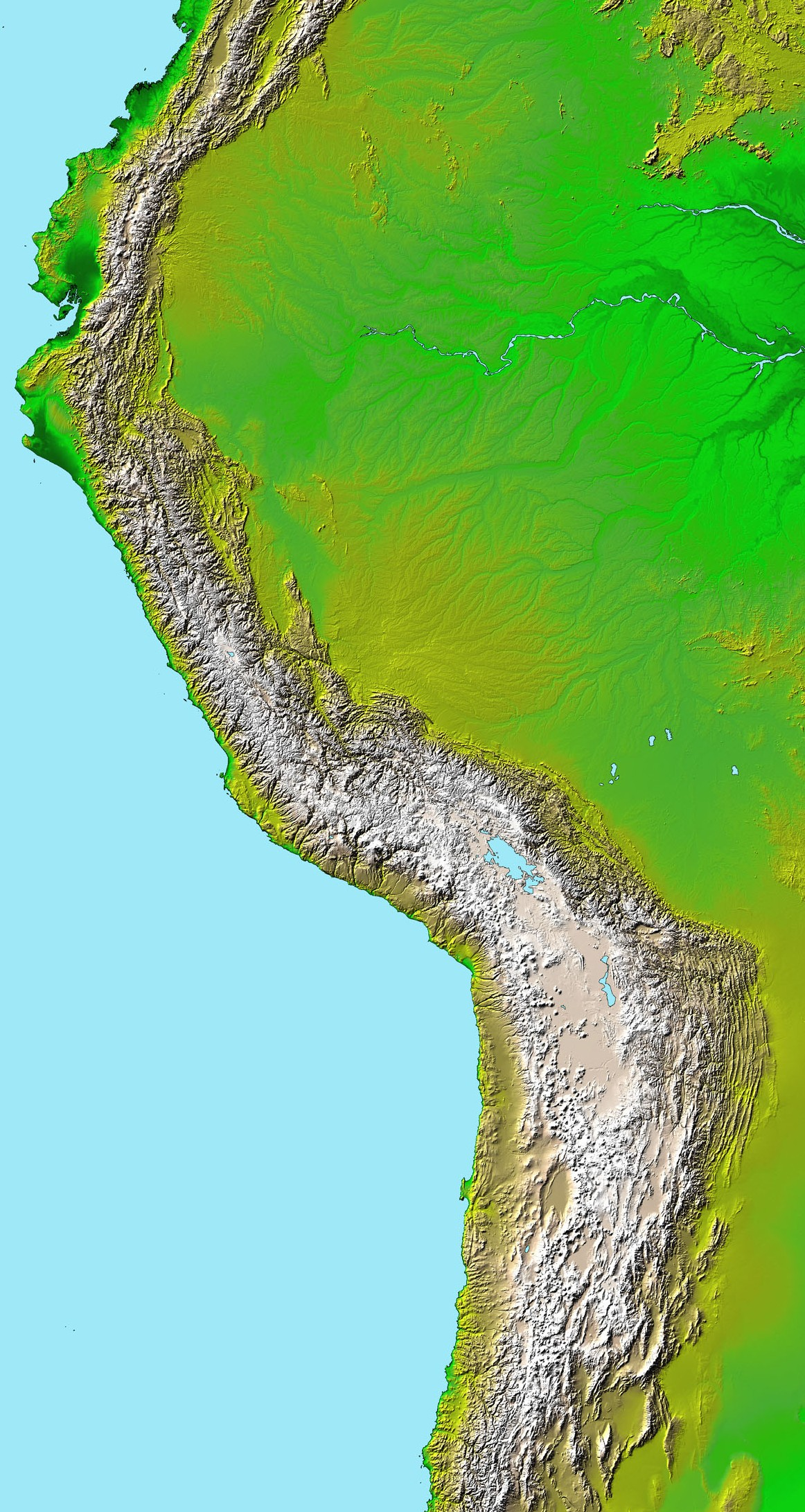
Satellitenbild der Zentral-Anden

Die Anden stehen in einem deutlichen Gegensatz zu den außerandinen Gebieten des atlantischen Südamerikas. Sie gehören als Teil des zirkumpazifischen Feuerrings zu den unruhigsten Zonen der Erde. Außerdem sind sie ein junges Gebirge, was sie von den paläozoischen Sedimentationsbecken und den noch älteren archaischen Kernen unterscheidet.
Obwohl sie morphologisch einen sehr einheitlichen Eindruck machen, lassen sie sich in drei Bereiche aufteilen: Südanden (bis Valparaiso/Mendoza), Zentralanden (bis Grenze Peru/Ecuador) und Nordanden (bis zur Sierra Nevada de Santa Marta und Cordillera de Mérida). Nach heutigen Kenntnissen wird immer deutlicher, dass es weder eine gemeinsame Geosynklinale als Ausgang für die Gebirgsbildung, noch eine Faltung gab, die alle Teile der Anden gleichermaßen betroffen hatte.

#### Die Nordanden
Die Nord-Anden teilen sich in Ecuador in zwei Gebirgsstränge auf, während sie in Kolumbien in drei Züge auffächern.
Die nördlichsten Ausläufer der Anden bilden die Sierra Nevada de Santa Marta und das karibische Küstengebirge Venezuelas. Das karibische Küstengebirge, das südlich von Caracas noch Höhen von 2800 m erreicht, ist ein hochkomplexes Orogen aus metamorphen Gesteinen und Tiefsee-Sedimenten. Es wird vermutet, dass durch die Kollision zwischen der karibischen und der südamerikanischen Platte ozeanische Krustenteile aufgeschoben wurden. Das ganze Gebiet hier ist von zahlreichen Störungen geprägt, die seit dem Tertiär aktiv sind und welche die hohe Erdbebengefahr in Nord-Ost-Venezuela erklären.
Das karibische Küstengebirge ist geologisch gesehen die Verlängerung der Cordillera de Mérida, die wiederum der Ostausläufer der Ostkordillere Kolumbiens ist. Der Westausläufer der Ostkordillere ist die Sierra de Perijá in Kolumbien. Beide Äste zusammen umrahmen die Maracaibo-Bucht. Im Gegensatz zu den südlicheren Anden wurden hier seit dem Paläozoikum keine vulkanischen Gesteine mehr gefördert. Die Heraushebung dieser beiden Äste erfolgte im Eozän.
In Kolumbien ist die Differenzierung in drei Äste (West-, Zentral- und Ostkordillere) klar abgrenzbar. Die Westkordillere wird von basaltischen Vulkaniten überlagert. Die Zentralkordillere ist ihr gegenüber (und auch der Ostkordillere gegenüber) klar herausgehoben. Sie war im Mesozoikum vermutlich ein Hochgebiet. Ab dem Miozän kam es in diesem Raum zu starkem Vulkanismus einhergehend mit der Bildung von Stratovulkanen. In der Ostkordillere ist stellenweise der präkambrische Sockel aufgeschlossen, der tektonisch stark verfaltet ist. Ihnen liegen mächtige Kreidezeit-Sedimente auf, die selbst von keiner Orogenese mehr erfasst wurden. Die Sierra Nevada de Santa Marta ist durch junge Depressionen von allen Seiten umgeben. Sie ragt daher als isolierter Block schroff über der Karibik auf.

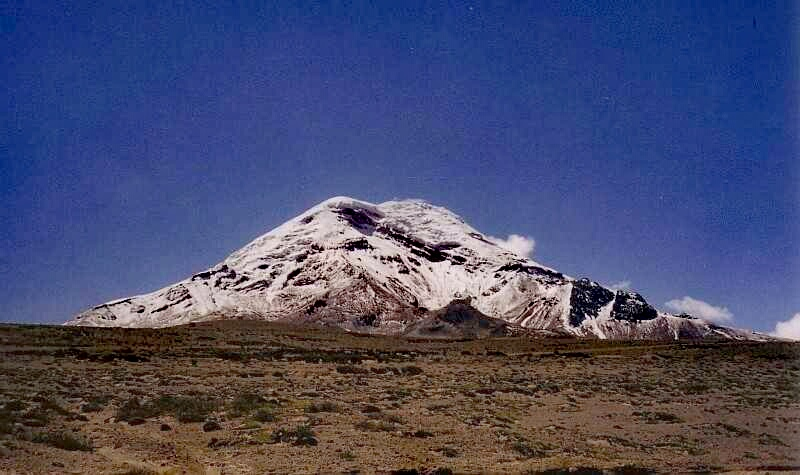
Der Chimborazo ist der höchste Berg der Nord-Anden

Im Süden der Nordanden, in Ecuador, differenzieren sich die Anden deutlich in zwei Stränge: in die Westkordillere (Sierra) und die Ostkordillere.
Die Westkordillere besteht aus einer Wechselfolge zwischen basaltischen Vulkaniten und kreidezeitlichen Ablagerungen, die allerdings im Tertiär stark verfaltet wurden. Zwischen den beiden Andenketten liegt die während des Tertiärs entstandene Grabensenke von Quito. Diese liegt in einer ungefähren Höhe von 2500 bis 3000 m und ist durch pyroklastische und glazigene Ablagerungen charakterisiert. Während des Tertiärs formten sich weitere Vulkane, sowohl in der Senke von Quito als auch auf den Flanken der West- und Ostkordillere. Die Ostkordillere besteht hingegen fast ausschließlich aus metamorphen Gesteinen.

#### Die Zentral-Anden

##### Die Küstenkordillere (Cordillera Costal)

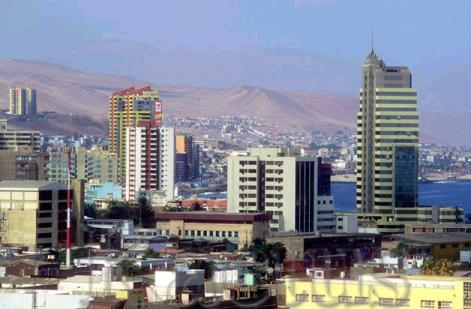
Das Küstengebirge hinter Antofagasta erreicht Höhen bis zu 3000 m

Die Küstenkordillere erstreckt sich südlich von Lima beginnend über die gesamte Länge der Anden bis in den extremen Süden Südamerikas. Sie ragt teilweise als Steilküste empor und erreicht in der Sierra Vicuña Mackenna bei Antofagasta mit über 3000 m ihre höchsten Erhebungen. Sie wurde insgesamt über einem alten metamorphen Sockel aufgebaut, der an einigen Stellen noch aufgeschlossen ist (z. B. in Mollendo und Arequipa in Peru). Zwischen Jura und Kreide kam es schon zu der Bildung von basaltischen und andesitischen Vulkaniten als Folge eines aktiven Kontinentalrandes. Sowohl während des Jungpaläozoikums, als auch während des Juras und der Kreide kam es zum Aufsteigen von Plutonen. Somit ist das gesamte Deckgebirge der Küstenkordillere sehr stark von Störungen geprägt.

##### Längstal (Pampa de Tamarugal)
Im Norden Chiles zwischen Arica und Copiapó schließt sich hinter der Küstenkordillere der grabenartige Einbruch der Pampa de Tamarugal an. Seine innere Struktur ist noch zu großen Teilen unbekannt.

##### Präkordillere

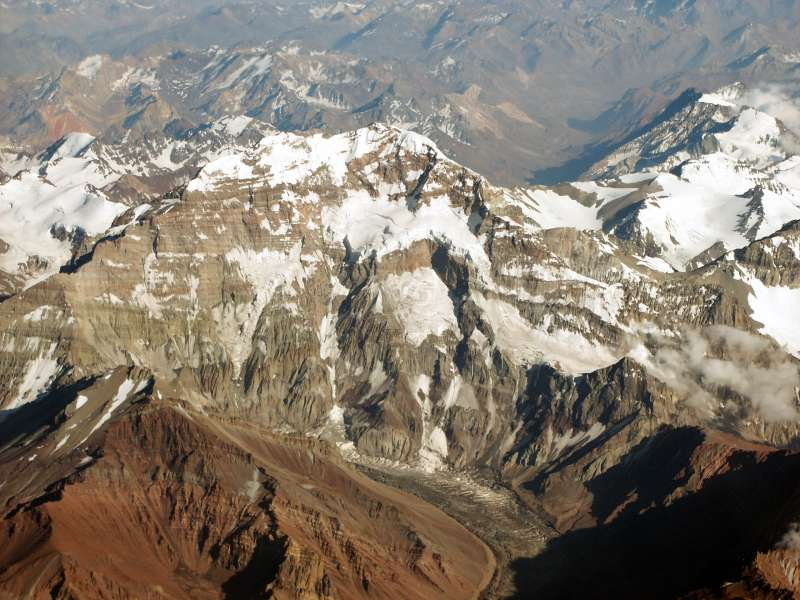
Der Aconcagua ist der höchste Berg Amerikas

Im Anschluss an das Längstal (Pampa de Tamarugal) befindet sich die ebenfalls auf diesen Abschnitt beschränkte Präkordillere, die im Westen der Hochkordillere verläuft. Sie besteht im Unterbau aus stark gefalteten paläozoischen Serien und darüber aus mesozoischen marinen und vulkanischen Ablagerungen. An manchen Stellen sind sämtliche jurassische Ablagerungen marin ausgebildet.

##### Hochkordillere/Westkordillere
Von Lima bis ungefähr auf die Höhe Copiapós wird die Westkordillere durch känozoischen Vulkanite überdeckt. Die vulkanische Aktivität begann hier vor 25 Millionen Jahren und dauert bis heute an, was die Existenz hunderter von Gipfeln zwischen 5000 m - 7000 m belegt. Zwischen Copiapo und Iquique befindet sich zwischen der Präkordillere und der Hochkordillere ein weiteres abgesunkenes Krustenstück, das auf einer Höhe zwischen 2500 m - 3500 m eine Hochebene mit zahlreichen großen Salaren bildet. Im südlichen Bereich der Hochkordillere wird der strukturelle Aufbau der Hochkordillere durch das Aufsteigen von Plutonen charakterisiert. Auf der argentinischen Hochkordillere liegt auch der Aconcagua (6958 m), der höchste Berg Amerikas.

##### Puna/Altiplano

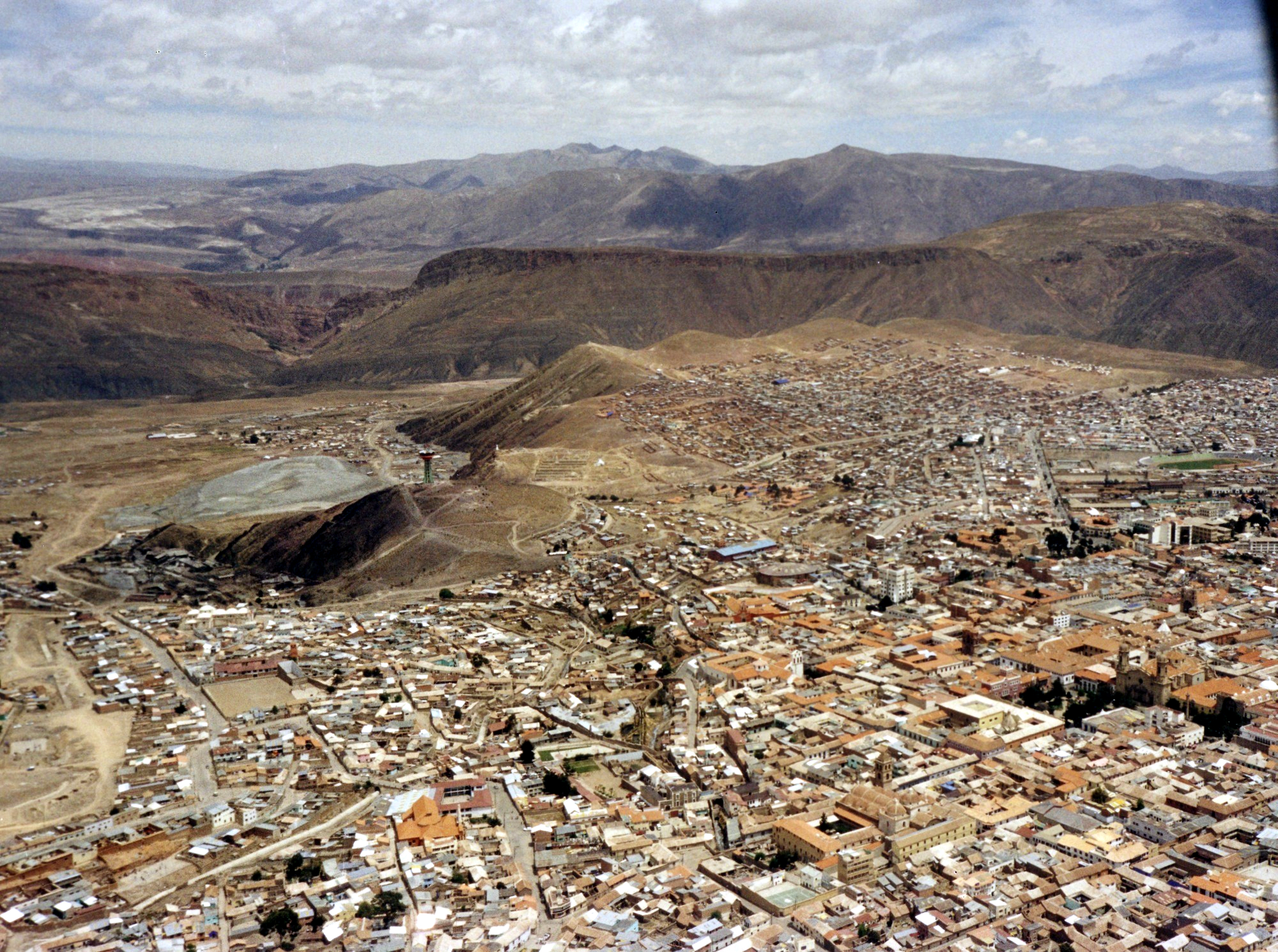
Eine Luftaufnahme der Stadt Potosí im bolivianischen Altiplano

Das Altiplano (in Argentinien als Puna bezeichnet) erstreckt sich als breites Senkungsfeld von NW-Argentinien über Bolivien bis nach Peru. Dieses Grabenstück wurde im Känozoikum gegenüber den umliegenden Kordilleren stark gesenkt. Die durchschnittlichen Höhen des Altiplano liegen zwischen 3500 und 4000 m; seine Oberfläche ist vor allem im mittleren und südlichen Teil durch das Auftreten ausgedehnter Salzpfannen (Salare) gekennzeichnet. Auch stellte sich im Miozän eine starke vulkanische Aktivität ein, die zur Bildung von Stratovulkanen führte, welche den Altiplano überragen (Queva (6130 m), Antofalla (6100 m) oder Sajama (6520 m))

##### Ostkordillere (Cordillera Oriental)

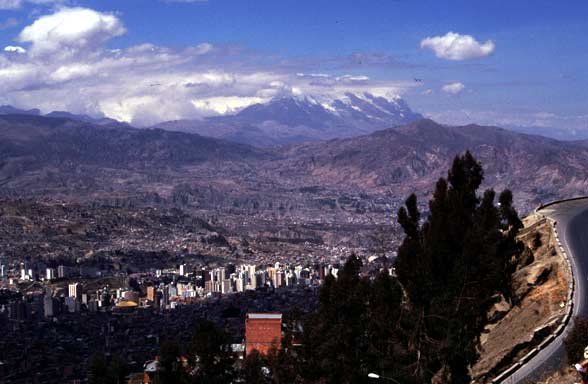
Blick von „El Alto“ über La Paz auf die Ostkordillere

Die Ostkordillere beginnt parallel zum Altiplano in NW-Argentinien und erstreckt sich über Bolivien bis fast auf die Höhe Limas. In einzelnen Abschnitten ist hier sogar proterozoisches Gestein aufgeschlossen. Das Hauptmaterial der Ostkordillere sind aber paläozoische Sedimente, die meist stark verfaltet wurden. Auch hier treten Plutone auf, die zum Teil freigelegt sind. Die imposantesten Beispiele dafür sind die Berge Illampú und Illimani bei La Paz.

##### Cordillera Frontal (Präkordillere)
Die Cordillera Frontal ist eine Gebirgskette, die ausschließlich in Argentinien verläuft. Sie beginnt auf der Höhe von San Miguel de Tucumán und ist geprägt von mesozoischem Vulkanismus und känozoischen kontinentalen Sedimenten. Ihr vorgelagert befindet sich als eigener Gebirgszug die Präkordillere von La Rioja über San Juan bis nach Mendoza. Charakteristisch für diese Gebirgskette sind die marinen kambrischen Ablagerungen.

##### Sierras Pampeanas
Auch die Sierras Pampeanas, die südlich der Puna liegen, verlaufen ausschließlich in Argentinien (24°S - 36°S). In ihnen ist das stark gefaltete und metamorphe proterozoische Grundgebirge aufgeschlossen. Zwischen Pliozän und Pleistozän wurden einzelne Blöcke und Horste emporgehoben.

##### Sierras Subandinas
Das andine Vorland umfasst wieder den gesamten Übergangsbereich zwischen Kordillere und Tiefland von Peru, Bolivien und Argentinien. Der westliche Teil besteht noch aus Hügelketten wie die Voranden-Ketten von Bolivien, die dann aber nach Osten hin immer flacher abfallen, bis sie schließlich in die Ebenen übergehen.

#### Die Südanden

##### Die Küstenkordillere (Cordillera Costal)

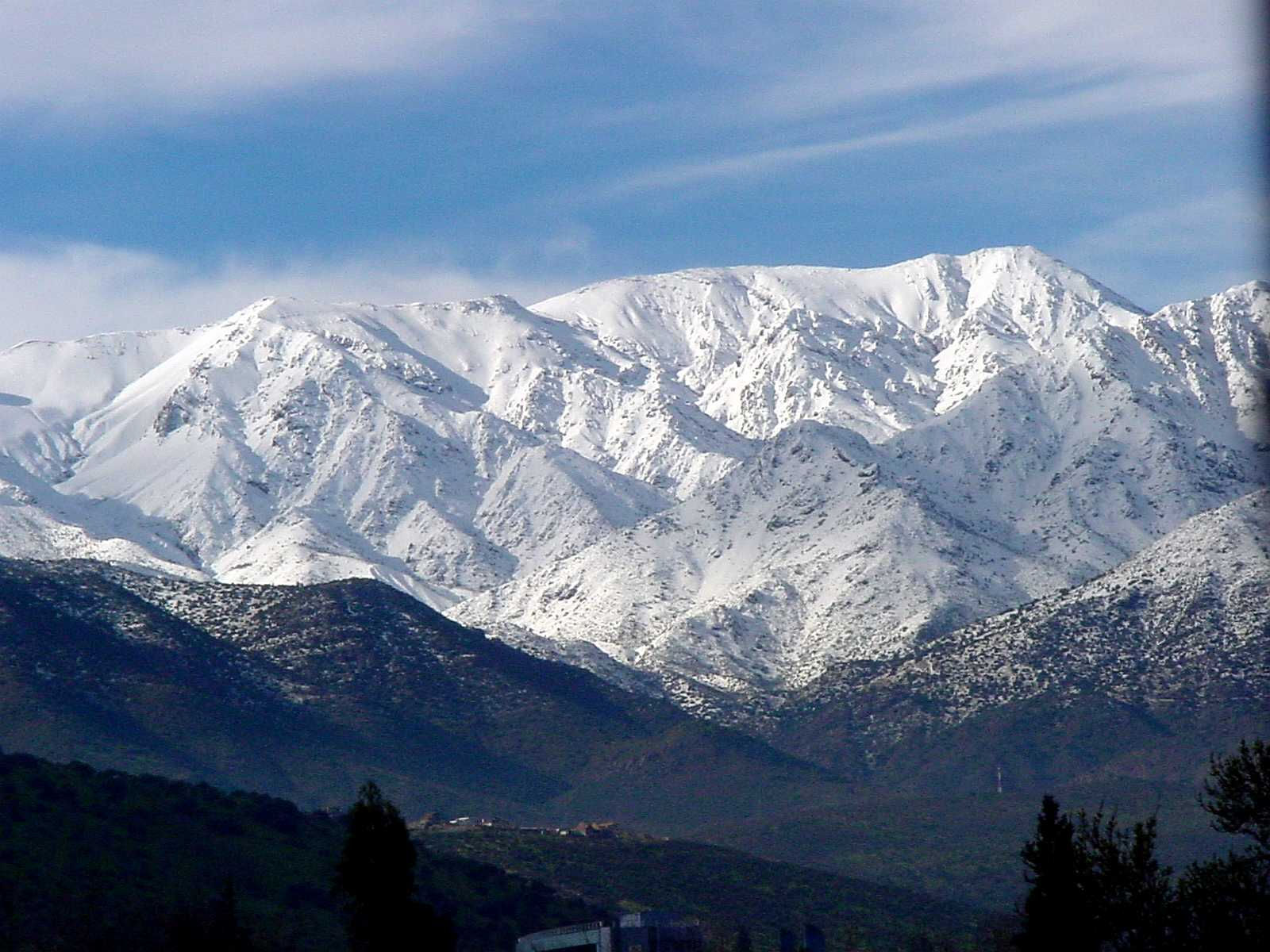
Der Übergang zwischen Zentral-Anden und Süd-Anden liegt ungefähr auf der Höhe Santiago de Chiles

Die Küstenkordillere besteht aus einem horstartig gehobenen Rumpf, der im Känozoikum erodiert und von jungen Sedimenten überdeckt wurde. Von Feuerland bis südlich der Insel Chiloé sind zusätzlich noch Plutone in den Untergrund eingedrungen. Die Küstenkordillere verliert ihre Ausprägung als Gebirgszug südlich der Insel Chiloé, taucht jedoch 100 km weiter südlich in der Form von unzähligen kleinen Inseln, die der südlichen chilenischen Küste vorgelagert sind, auf. Die Küstenkordillere ist somit ein Relikt aus der Gondwana-Zeit, der zwar von den Anden einverleibt wurde, diesen aber „fremd“ gegenübersteht.

##### Das Längstal (Valle Central)
Das chilenische Längstal bildet sich bereits ab 47°S in den dortigen Kanälen ab und verläuft klar erkennbar bis Santiago de Chile. Hier handelt es sich vermutlich um einen Grabenbruch, der von Norden nach Süden unterschiedlich starke Absenkungsbewegungen erfuhr. Ein Indiz dafür könnten die känozoischen Sedimente sein, die bei Puerto Montt eine Mächtigkeit von 4000 m erreichen, während in der Nähe Santiagos nur 500 m nachgewiesen werden konnten. Das Längstal steht natürlich mit einer Vielzahl von vertikalen Störungen in Verbindung.

##### Hochkordillere (Cordillera Central)

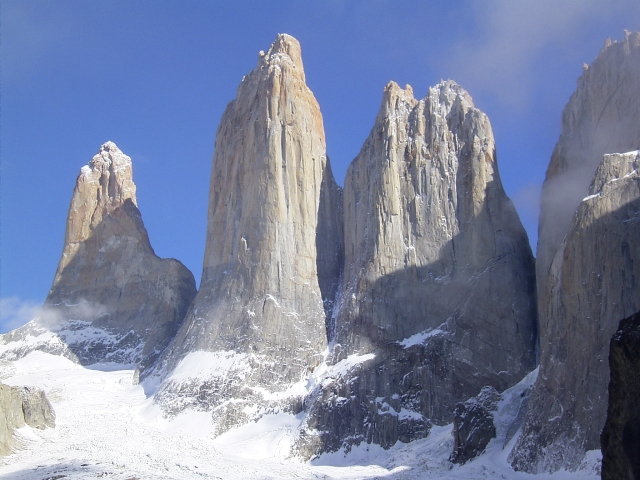
Die Torres del Paine sind eine der südlichsten Felsformationen der Anden

Südlich von Santiago setzt dann mit dem 6800 m hohen Vulkan Tupungato erneut eine langgestreckte Vulkankette ein. Sie besteht aus einer Vielzahl von hochexplosiven Stratovulkanen, die wiederum aus andesitischen bis basaltischen Laven geformt wurden. Diese 1000 km lange Vulkankette verliert in Richtung Süden schnell an Höhe und reicht in etwa bis zum 42°S südlich von Puerto Montt. Ab dem 42°S spielen mesozoisch und tertiäre sedimentäre Deckgebirge, die dem metamorphen Grundgebirge aufliegen gegenüber dem känozoischen Vulkanismus eine größere Rolle. In dieser Zone gibt es nur noch wenige isolierte Vulkane und die Höhe von 3000 m wird nur noch selten überschritten. Prägend für das Relief wirkt sich hier die pleistozäne Vergletscherung mit zahlreichen Gletscherseen, Karen und Fjorden aus.

## Klima

### Klimatische Rahmenbedingungen
Das Klima Südamerikas ist ausgesprochen komplex. Ganzjährige klimatische Einflüsse sind der kalte Humboldtstrom an der Westküste Perus, die innertropische Konvergenzzone ITCZ, die Zyklonbildung am Rand des subtropischen Hochdruckgebietes und die Passatwinde.
Der kalte Humboldtmeeresstrom bewirkt ein Abkühlen der Meeresoberfläche vor der Küste Perus und Nordchiles, was zu der Ausbildung von Küstenwüsten führt. Dieses Phänomen beruht auf der Tatsache, dass die abgekühlte Luft zu einer konstanten Inversion, somit zu einem stabilen Hochdruckgebiet führt, das keine Konvektion und somit keinen Niederschlag zulässt. Die Auswirkung sind ausgedehnte Wüstenregionen an den Küsten und Nebelbildung nahe der Meeresoberfläche.
Die äquatoriale Tropenlage bewirkt im Südwinter eine Ausbildung einer Innertropischen Konvektionszone über der Zentralen Amazonasregion was zu starken Niederschlägen führt. Im Südsommer verlagert sie sich weiter gen Süden, somit sind die inneren Tropen durch ganzjährigen Niederschlag gekennzeichnet. Ebenfalls im Südsommer bildet sich ein kontinentales Hitzetief aus, welches (im Südsommer) ebenfalls niederschlagsreich ist. Die südlichen Randtropen sind somit durch (Süd-)Sommerniederschlag geprägt.
Die nördlichen Randtropen sind durch Passatstau im Osten (ganzjährig hoher Niederschlag) und durch kühle Meereswasser an der Küste im Norden (sehr geringer Niederschlag) gekennzeichnet. Die Südpassatwinde an der Ostküste führen zu erhöhten Niederschlägen an den Küstenregionen. Im Südsommer geprägt durch die Ausbildung monsunaler Ostwinde und im Südwinter durch Stauniederschläge an den Küstenregionen.
Das stabile Hochdrucksystem am Westrand Südamerikas im Zusammenspiel mit den kalten Luftmassen der südlichen polaren Regionen führt zur Ausbildung von Zyklonen vor der Küste Westpatagoniens. Die Zyklonalen Fronten variieren in ihrer Lage im Südsommer und Südwinter. Die Verlagerung gen Norden im Südwinter führt zu periodischen Winterniederschlägen im Süden Chiles sowie zu sporadischen Winterniederschlägen im zentralen Chile. Im Gegenzug führt die Verlagerung der zyklonalen Fronten im Südsommer (beeinflusst durch die veränderte Lage der ITCZ) zu einer ausgeprägten Sommertrockenheit in ganz Zentral- und Südchile bis Patagonien.
Die Zyklonalen Fronten bilden an der Andenluvseite des patagonischen Gebirges heftige Stauniederschläge, die als hypermaritim bezeichnet werden können und ganzjährig vorkommen. Der chilenische Teil Patagoniens hat somit sehr hohe, ganzjährige Niederschläge. Die Andenleeseite Patagoniens (Argentinien) ist durch Trockenheit gekennzeichnet (vgl. ENDLICHER 2005).

### Vertikale Klimaunterschiede
Die Anden selbst haben eine weitere klimatische Unterteilung in der vertikalen Dimension. Somit lassen sie sich in 5 Höhenstufen einteilen. Die Tierra Caliente (Warme Erde, bis 1000 m), die Tierra Templada (gemäßigte Erde, bis 2000 m), die Tierra Fria (kalte Erde, bis 3500 m, Anbaugrenze und Frostgrenze), die Tierra Helada (eisige Erde, bis 4500 m, Schneegrenze) und die Tierra Glacial (glaziale Erde, bis 6000 m, Anökumene).

### Glaziales Vorkommen
Des Weiteren sind in den Anden Vergletscherungen vorhanden. In Peru sind die größten Innertropischen Vergletscherungen der Welt anzufinden. In Patagonien gibt es eine ausgedehnte Inlandsvereisung und bis auf Meeresniveau hinunterreichende Zungengletscher.
Gletscher kommen in den Gebieten vor, wo es in der Höhe ausreichend ganzjährig niedrige Temperaturen und entsprechend hohe Niederschläge gibt.

Perito-Moreno-Gletscher in Patagonien / Argentinien

### El Niño
Ein für Südamerika bedeutendes Klimaphänomen ist das El-Niño-Phänomen (El-Niño, das Christkind). Hierbei handelt es sich nicht, wie oft falsch verwendet, um ein klimatisches, sondern um ein rein ozeanisches Phänomen. Die Kaltwasserströme vor Südamerika reißen ab und es sammelt sich Warmwasser vor der südamerikanischen Küste. Als klimatische Folge hebt sich somit die normal vorherrschende stabile Hochdrucksituation auf und es kommt zu einer Umkehrung der Walker-Zirkulation (zwischen Südamerika und Indonesien, längenkreisparallel). Diese Umkehrung hat schwerwiegende Folgen, da das Warmwasser vor der Küste zu einem drastischen Absterben der normal kaltwassergewöhnten Meeresbewohner kommt und an Land Starkniederschlägen auftreten. Die Ansonsten durch Trockenheit geprägte Landschaft kann bei solchen Starkniederschlagereignissen stark geschädigt werden (Rutsche, Schlammlawinen etc.).